# إدوين دي. ريكيتس
إدوين دي. ريكيتس هو محامي وسياسي أمريكي، ولد في 3 أغسطس 1867 في Maxville, Ohio ‏ في الولايات المتحدة، وتوفي في 3 يوليو 1937 في لوغان في الولايات المتحدة. نشط حزبياً في الحزب الجمهوري. وقد انتخب عضو مجلس النواب الأمريكي ‏.